# Салтык-Ерыкла
Салты́к-Ерыкла́ (тат. Салтык Ерыклы) — деревня в Кукморском районе Республики Татарстан, в составе Каркаусского сельского поселения.

## География
Деревня расположена в западном Предкамье на реке Каркаусь, в 22 км к юго-востоку от районного центра, города Кукмора.

## Население
Национальный состав
Согласно результатам переписи 2002 года, в национальной структуре населения села татары составляли 100% из 114 человек.

## Экономика
Молочное скотоводство.

## Социальные объекты
Клуб (с 1975 года). 

## Религиозные объекты
Мечеть (с 2007 года).

## Известные уроженцы
Ф. А. Ахметов (1935–1998) — композитор, народный артист РФ и РТ.